# Anza-Borrego
Koordinaten: 33° 6′ N, 116° 18′ W

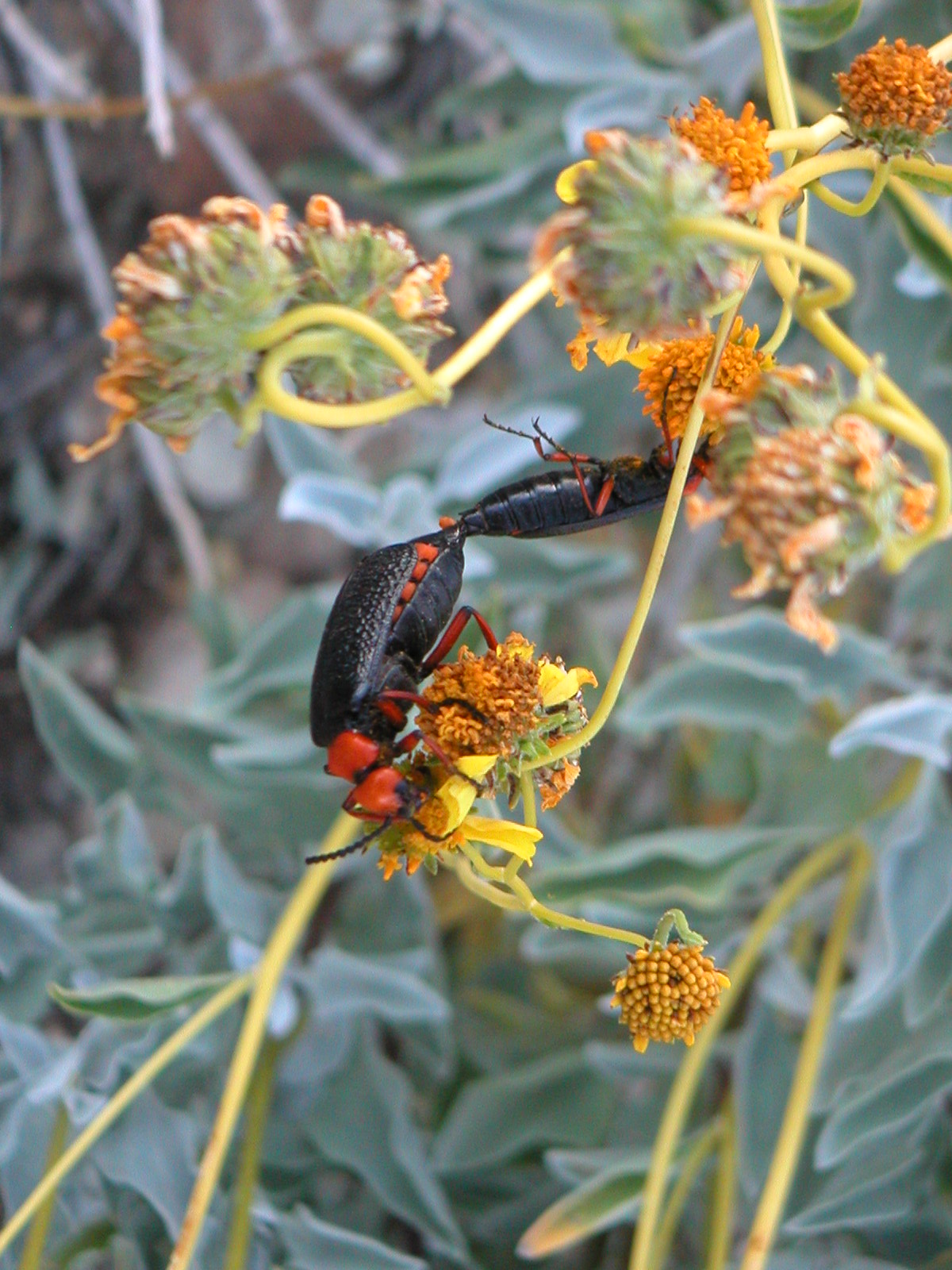
Insekten in der Anza-Borrego

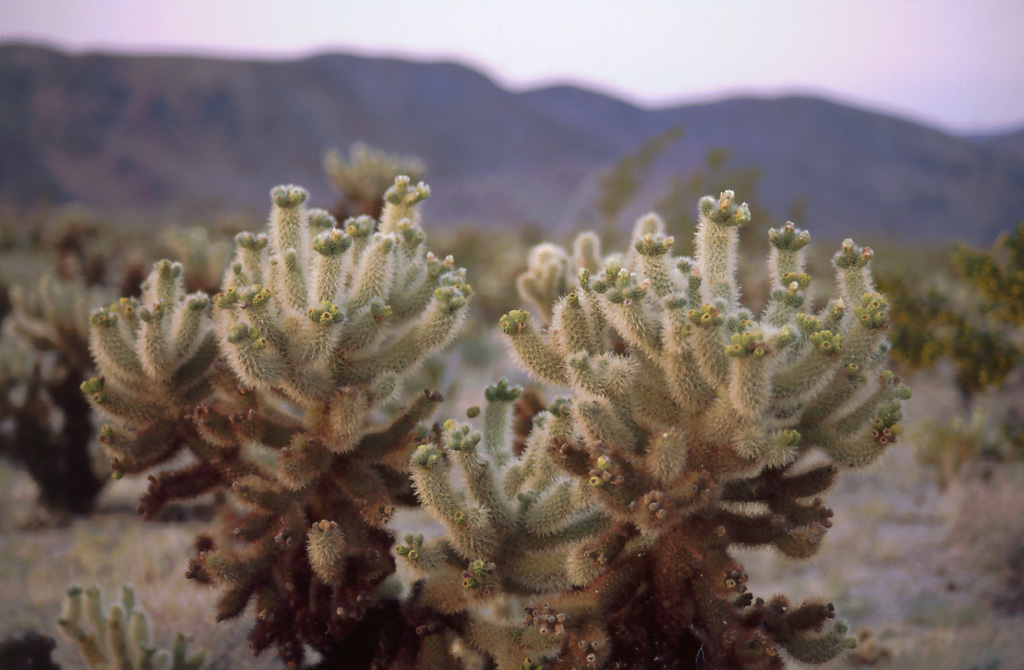
Cholla-Kaktus

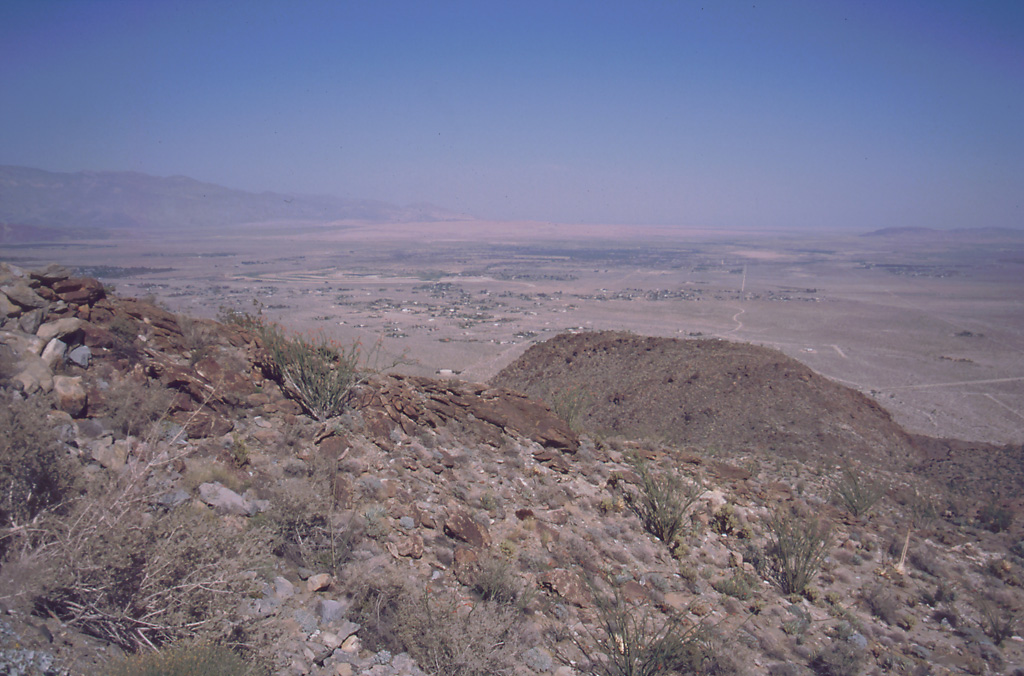
Blick auf Borrego Springs

Anza-Borrego ist der Name einer Wüste im US-Bundesstaat Kalifornien. Ein Gebiet von etwa 2428 Quadratkilometern ist als Anza-Borrego Desert State Park ausgewiesen und untersteht somit einem gewissen Naturschutz, der jedoch nicht an das Niveau der US-amerikanischen Nationalparks heranreicht. Die Anza-Borrego wird im Allgemeinen als Teil der Sonora-Wüste betrachtet.

## Lage
Die Anza-Borrego liegt größtenteils im San Diego County (Südkalifornien), ein kleiner Teil im Norden gehört zum Riverside County. Die westliche Grenze verläuft entlang des Waldgebiets Cleveland National Forest, im Südwesten verläuft die Grenze entlang der Cuyamaca Mountains und der Jacumba Mountains. Im Süden reicht die Wüste bis an die Grenze von Mexiko, im Osten wird der State Park durch die Verwaltungsgrenze zum Imperial County begrenzt. Im Norden bilden die Santa Rosa Mountains eine natürliche Grenze.
Der Name Anza-Borrego leitet sich von dem spanischen Entdecker Juan Bautista De Anza und dem hier Borrego genannten Amerikanischem Dickhornschaf ab.
Die Kleinstadt Borrego Springs wird komplett vom State Park umschlossen und bietet die wichtigsten touristischen Einrichtungen. Das Besucherzentrum des Parks liegt etwas außerhalb der Stadt. Im östlichen Teil der Wüste befindet sich die Ocotillo Wells Special Vehicle Recreation Area, ein für Geländefahrzeuge freigegebenes Gebiet.
Im State Park gibt es nur wenige befestigte Straßen. Abseits der Hauptrouten ist ein geländegängiges Fahrzeug unabdingbar. Wildes Campen ist abseits von Wasserstellen erlaubt. Im Park existieren jedoch auch einfache Campingplätze.

## Flora und Fauna
Zwischen Januar und Mai ist die Zeit der Wildblumenblüte. Der genaue Zeitpunkt ist jedes Jahr unterschiedlich und hängt von einer Vielzahl Faktoren, darunter Regenfälle, Temperaturen und Wind ab.
- Ocotillo (Fouquieria splendens) – eine hohe Pflanze mit auffälligen roten Blüten
- Cholla (Cylindropuntia) – eine Kakteenart mit sehr dichten Stacheln.
- Smoke Tree (Psorothamnus spinosus) – eine Buschart, die teilweise Baumhöhe erreicht.
- Creosote Bush (Larrea tridentata) – die meist vorkommende Buschart mit kleinen, öligen Blättern, gelben Blüten und kleinen, weißen Samenbällchen. Diese Buschart kann zwei Jahre ohne Regen überleben. Mehr als 60 Insektenarten sind auf diese Buschart angewiesen.

- Dickhornschaf (Ovis canadensis nelsoni) – Der Bestand dieses Tieres ist durch menschengemachte Vernichtung seines Lebensraum, aber auch durch Pumas bedroht.
- Kalifornischer Eselhase (Lepus californicus)
- Waldkaninchen
- Wegekuckuck/Roadrunner (Geococcyx californianus) – Dieser berühmte Vogel kann mit Geschwindigkeiten von bis zu 28 km/h laufen, jedoch nur kurze Zeit fliegen. Er ernährt sich von Insekten, Skorpionen, Eidechsen und Mäusen.

Daneben ist die Anza-Borrego Lebensraum für über 50 Eidechsen- und Schlangenarten.

## Geschichte
Die Anza-Borrego war schon vor 6000 Jahren besiedelt. Über die frühen Menschen ist nur sehr wenig bekannt.
Die ersten Spanier kamen ab 1772 in die Wüste. Zu dieser Zeit gehörte das Land den Yuma-sprechenden Kumeyaay und den Shoshonisch-sprechenden Cahuilla-Indianern.
Nach Meinung der Archäologen besiedelten die Kumeyaay, vom Colorado kommend, vor ca. 2000–1200 Jahren das Gebiet des heutigen Imperial und San Diego Countys. The Cahuilla migrierten vor ca. 1500–1000 Jahren aus dem Great Basin in die Gebiete des heutigen Riverside County über den San Jacinto und die Santa Rosa Mountains in das Borrego-Tal.
Kumeyaay und Cahuilla waren Halbnomaden, die den Winter im Flachland der Wüste verbrachten und vom Frühjahr bis in den Herbst in die höhergelegenen Gebiete, wie die Laguna oder Santa Rosa Mountains, wanderten.
Ab 1875 versuchten weiße Farmer, das Land zu besiedeln. Doch erst 1926 kam es zum ersten erfolgreichen Brunnenbau. Befestigte Straßen gibt es erst seit dem Zweiten Weltkrieg. Für den Straßenbau wurden Strafgefangene eingesetzt.
Seit Ende der 1920er Jahre wurde versucht, ein möglichst großes Areal zum State Park zu erklären. 1932 wurde ein Kompromiss gefunden. Verschiedene Organisationen haben seitdem durch Zukäufe die Fläche des State Parks vergrößert.

## Klima
Die Anza-Borrego gehört zu den heißesten und trockensten Gegenden der USA. Gelegentliche Regenfälle werden durch Ausläufer von Pazifikstürmen verursacht. In den Wintermonaten können die Temperaturen nachts unter den Gefrierpunkt sinken.
Durchschnittliche Temperaturen und Regenfälle
| Monat     | Höchsttemperatur in °C | Tiefsttemperatur in °C | Niederschlag in mm |
| --------- | ---------------------- | ---------------------- | ------------------ |
| Januar    | 21                     | 6                      | 31                 |
| Februar   | 23                     | 8                      | 29                 |
| März      | 25                     | 10                     | 20                 |
| April     | 29                     | 12                     | 6                  |
| Mai       | 34                     | 16                     | 2                  |
| Juni      | 39                     | 20                     | 0,3                |
| Juli      | 42                     | 24                     | 8,4                |
| August    | 41                     | 24                     | 15                 |
| September | 38                     | 22                     | 11                 |
| Oktober   | 32                     | 16                     | 6                  |
| November  | 25                     | 16                     | 14                 |
| Dezember  | 21                     | 6                      | 19                 |